# Батыров, Сапармурад
Батыров Сапармурад (туркм. Batyrow Saparmyrat) — туркменский государственный деятель.

## Биография
Родился в 1954 году в Ашхабаде.
Образование высшее. В 1980 году окончил Туркменский государственный институт экономики и управления. По специальности — экономист.
Трудовой путь начал в 1980 году на комбинате крупнопанельного домостроительства города Ашхабада, где проработал до 1985 года старшим бухгалтером, руководителем.
С 1985 по 1988 годы работал главным бухгалтером, заместителем главного бухгалтера треста «Туркменобагурлушык» Министерства строительства Туркменистана.
В 1988—1992 годах работал главным бухгалтером в Государственной акционерной корпорации «Туркменхалы».
С 1992 по 1996 годы — начальник Ашхабадского управления технического снабжения треста «Туркменобасенагатгурлушык» Министерства сельского хозяйства Туркменистана, а в 1996—1999 годах — генеральный директор совместного предприятия «Туркменросмебель» Министерства текстильной промышленности Туркменистана.
1999—2010 — главный инженер, заместитель директора, директор коврового предприятия города Абадан Министерства текстильной промышленности Туркменистана.
2010—2012 — директор Геоктепинской хлопкопрядильной фабрики Министерства текстильной промышленности Туркменистана.
В марте 2012 года назначен заместителем министра текстильной промышленности Туркменистана по строительству.
02.08.2012 — 11.09.2014 — министр текстильной промышленности Туркменистана.
11 сентября 2014 года уволен за недостатки в работе.
Дальнейшая судьба неизвестна.

## Варианты транскрипции имени
- Имя: Сапармырат